# Bogyógyogyó
A Bogyógyogyó (Members Only) a South Park című amerikai animációs sorozat 275. része (a 20. évad 8. epizódja). Elsőként 2016. november 16-án sugározták az Egyesült Államokban. Magyarországon a magyar Comedy Central 2016. november 24-én mutatta be.
Az epizód, túl azon, hogy folytatja az évad eleje óta jelen lévő történetszálakat, tárgyalja Donald Trump politikai inkorrektségét, illetve parodizálja a Trump-elnökség lehető legrosszabb forgatókönyvét.

## Cselekmény
|  | Alább a cselekmény részletei következnek! |

Mr. Garrison végre az Egyesült Államok elnöke lesz, ennek keretében Tom szépségklinikáján kap egy Donald Trumpéra emlékeztető parókát, illetve felvértezik egy grimasszal is. Ezután bosszúból elrendeli, hogy PC igazgató és mindenki más, aki kételkedett benne, elégítse ki őt orálisan. Időközben a Trolltár miatt kialakul egy politikai válság, ezért a Pentagonba hívják, hogy segítsen azt menedzselni. Garrisonnak fogalma sincs arról, hogy mit kellene csinálni, és durván visszautasítja Boris Johnsonnak is a tanácsát, aki figyelmezteti a memóbogyók veszélyeire is. A memóbogyók megszállják a Fehér Házat, és a vezetőjük, egy Keresztapa-szerű bogyó arra készül, hogy visszahozza "az igazi rohamosztagosokat".
Cartman és Heidi elmennek a SpaceX főhadiszállására, ahol megdöbbennek, mennyien is várakoznak a Marsra jutásra. Váratlanul Butters is úgy dönt, hogy a Trolltár fenyegetése miatt ő is csatlakozik hozzájuk, és a korábbi, lányokkal szembeni attitűdje is megváltozik. Ez imponál Heidinek, Cartmannek viszont nem. Mindhárman kénytelenek rádöbbenni, hogy a Föld elhagyását itt csak metaforikusan értik, és helyette csak egy vezetett túrát kapnak, Elon Musk segédletével. Musk elmondja, hogy a Marsra juttató rakéta fejlesztése még mindig több éves folyamat, viszont amikor Butters azt mondja, hogy Heidi nagyon okos és vicces is, kifejezi az érdeklődését.
Ezalatt a Trolltár épületében a fogságba esett Gerald kap egy telefont azzal, hogy bárkit felhívhat, de az illető azonnal tudni fogja azt is, hogy ő Rihekopó42. Gerald Ike-ot hívja fel, akit arra kér, hogy folytassa a nevében a trollkodást - ám emiatt Sheila hiszi azt, hogy a fia a troll. Mikor Kyle hazaér és látja Ike-ot büntetésben, hirtelen összerakja, hogy Gerald volt mindvégig Rihekopó42. Felkapja Ike-ot és elhagyja a házat, maguk mögött hagyva a dühöngő Sheilát.

## Fordítás
Ez a szócikk részben vagy egészben  a   Members Only (South Park) című angol Wikipédia-szócikk ezen változatának fordításán alapul.  Az eredeti cikk szerkesztőit annak laptörténete sorolja fel. Ez a jelzés csupán a megfogalmazás eredetét és a szerzői jogokat jelzi, nem szolgál a cikkben szereplő információk forrásmegjelöléseként.